# 鈴木国正
鈴木 国正（すずき くにまさ、1960年8月7日 - ）は、日本の実業家。ソニーにおいて要職を務めた後、インテル日本法人代表取締役社長、会長を歴任。経済同友会 企業のDX推進委員会 委員長。JTB社外取締役、リコー社外監査役、日本バレーボール協会理事を兼任。2025年初頭から大手プライベート・エクイティ・ファンドのアポロ・グローバル・マネジメントのシニアアドバイザーも務める。

## 人物・経歴
神奈川県出身。神奈川県立横浜翠嵐高等学校を経て、1984年横浜国立大学経済学部卒業、ソニー入社。サウジアラビアでの現地代理店のマネジメント、米国での全体戦略統括の後、アルゼンチンで社長として子会社を立ち上げるなど、豊富な海外での業務経験を有する。2009年業務執行役員SVP・ネットワークプロダクツ&サービスグループデピュティプレジデント・VAIO事業本部長、ソニー・コンピュータエンタテインメント代表取締役副社長。この当時、ソニーCEOのハワード・ストリンガー氏より「ソニーの四銃士」の一人と呼ばれた。2012年執行役EVP・PC事業担当・モバイル事業、UX・商品戦略・クリエイティブプラットフォーム担当。2013年ソニーモバイルコミュニケーションズ代表取締役社長。2014年ソニーエンタテインメント　EVP。2018年からインテル代表取締役社長を務め、データの利活用を中核とする経営変革「DcX（データセントリック・トランスフォーメーション）」を提唱し、日本企業の成長を支援。また、日本のデジタル人材育成の遅れに危機感を持ち、自治体やパートナー企業との連携を含め、初等教育と中等教育でのSTEAM教育の推進に取り組む。2023年からJTB社外取締役、日本バレーボール協会理事、2024年にはリコー社外取締役に就任。2023年12月、｢AI Everywhere｣というコンセプトに基づき、データセンターからクラウド、ネットワーク、エッジ、そしてPCまで、「あらゆる場所での AI 活用」を進める。また、2023年より、経済同友会 企業のDX推進委員会委員長として企業に対してやDX（デジタル・トランスフォーメーション）推進。2025年4月には、 「企業のDX推進委員会」としての提言をまとめた。